# Giuseppe di Verona
Giuseppe di Verona (anche Giuseppe di Frisinga) (... – 17 gennaio 764) è stato un vescovo italiano.

## Biografia
Il luogo di nascita non è certo: si afferma talvolta che era nativo di Verona, da cui il nome con cui è noto, ma è altrettanto possibile che fosse della Baviera o dell'Austria settentrionale o anche della contea del Tirolo. Si ritiene che fosse un monaco della Abbazia di Frisinga, fondata in precedenza da San Corbiniano; fu nominato vescovo di Frisinga nel 747 o 748, il terzo a ricoprire tale carica. Aveva la reputazione di essere uno zelante ed energico fautore degli interessi della Chiesa, di avere una conoscenza acuta dell'importanza per la Chiesa di acquisire grandi possedimenti e di essere altamente attivo nell'attrarre donazioni, soprattutto terreni.
Fu attivo anche come fondatore di nuove chiese e case religiose. In particolare nel 752 fondò l'abbazia di Isen, dedicata a San Zeno di Verona. Dopo il 760 si attivò con i rispettivi fondatori laici nella creazione dell'abbazia di Schäftlarn e dell'abbazia di Scharnitz. A Schäftlarn ebbe il potere di controllo del monastero e il diritto di nominare gli abati: il primo fu Aribo, che fu suo successore come vescovo. A Scharnitz nominò invece Atto, successore di Aribo come vescovo di Frisinga, anche perché questi aveva una grande capacità per l'acquisizione di beni per la diocesi.

### Tomba e culto

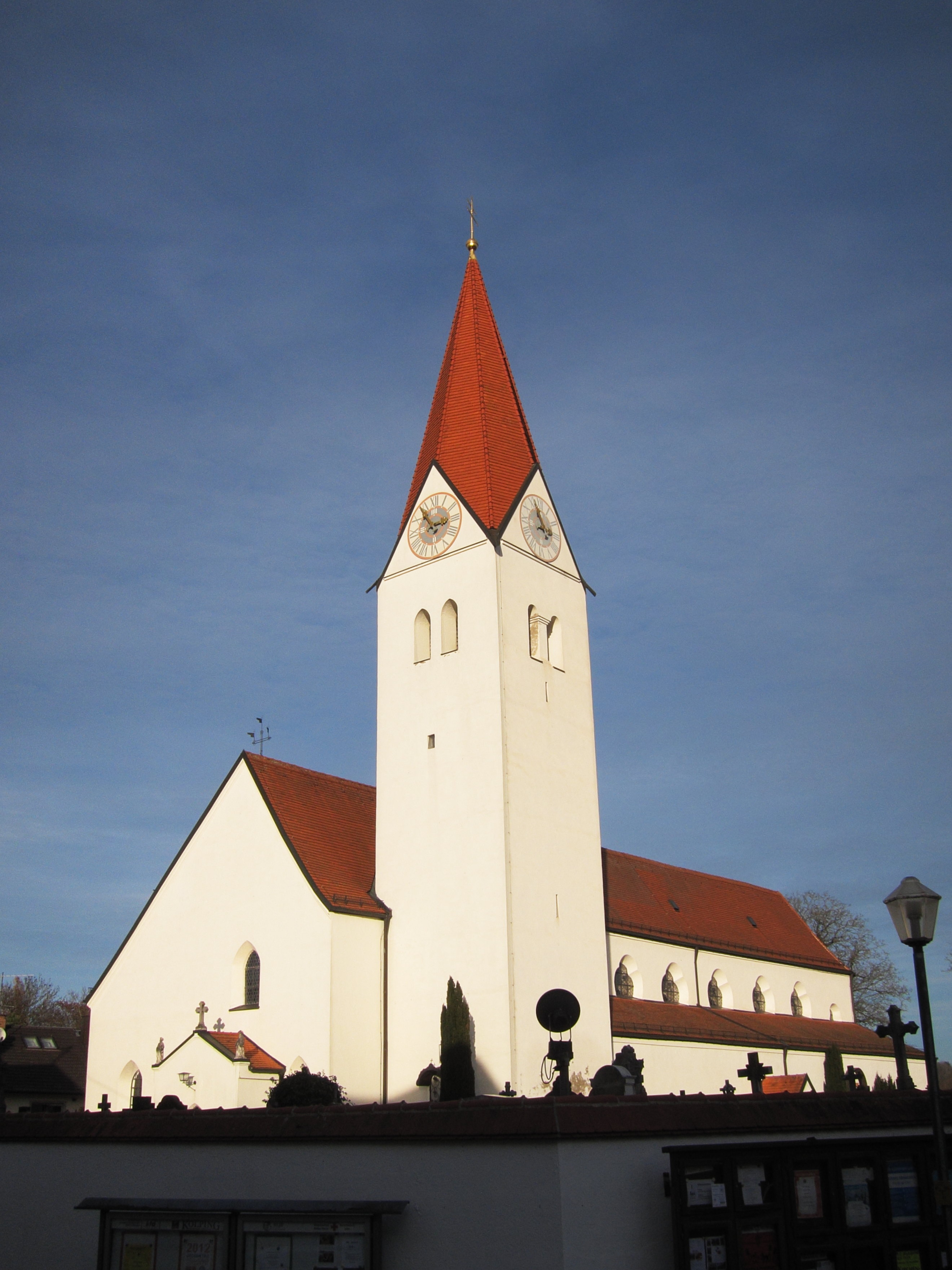
Chiesa di San Zeno, Isen

Dopo la sua morte, avvenuta il 17 gennaio 764, Giuseppe fu sepolto nella chiesa della Abbazia di Isen, fondata da lui stesso, dove la sua tomba fu restaurata nel 1743. La chiesa è sopravvissuta alla secolarizzazione della Baviera nel 1802-1803 ed è ancora attiva come chiesa parrocchiale di Isen (dedicata a San Zeno). Giuseppe è venerato localmente come Beato Giuseppe, anche se non è mai stato formalmente beatificato. Il suo giorno festivo è il 17 gennaio.